# Ewangelos Ralis
Ewangelos Ralis, gr. Ευάγγελος Ράλλης – grecki tenisista, uczestnik letnich igrzysk olimpijskich w 1896 w Atenach.
Ralis pokonał swojego rodaka Dimitriosa Petrokokinosa w pierwszej rundzie turnieju singlowego. W drugiej rundzie zmierzył się z Johnem Piusem Bolandem z Wielkiej Brytanii i przegrał z przyszłym mistrzem olimpijskim. Ralis został ostatecznie sklasyfikowany na 5. pozycji w grze singlowej.
W turnieju deblowym Dimitrios Petrokokinos grający z innym Grekiem Dimitriosem Kasdaglisem odegrał się, pokonując parę Ralis/Konstandinos Paspatis, którzy ostatecznie zajęli czwarte miejsce.